# Presó de Dones de les Corts

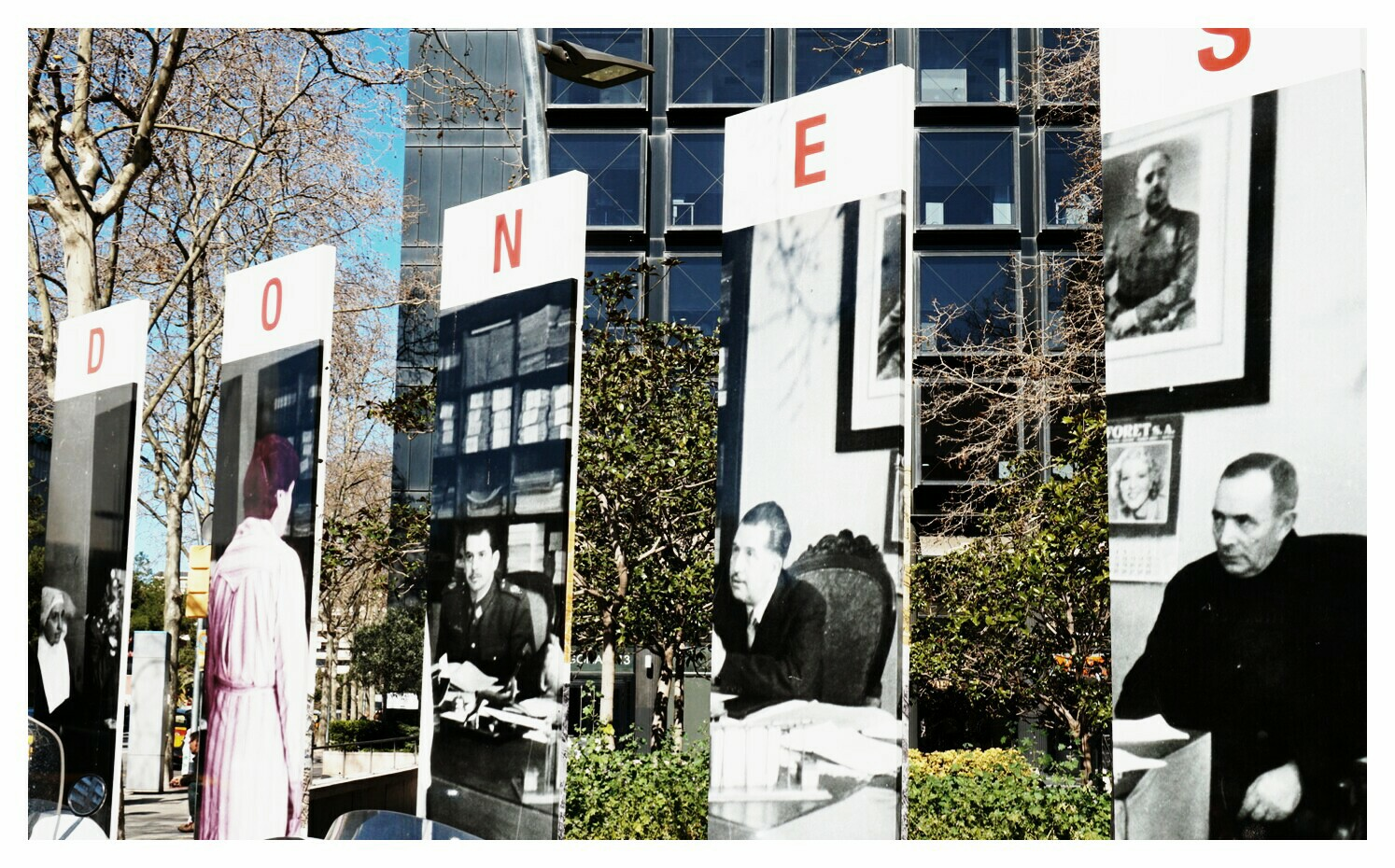

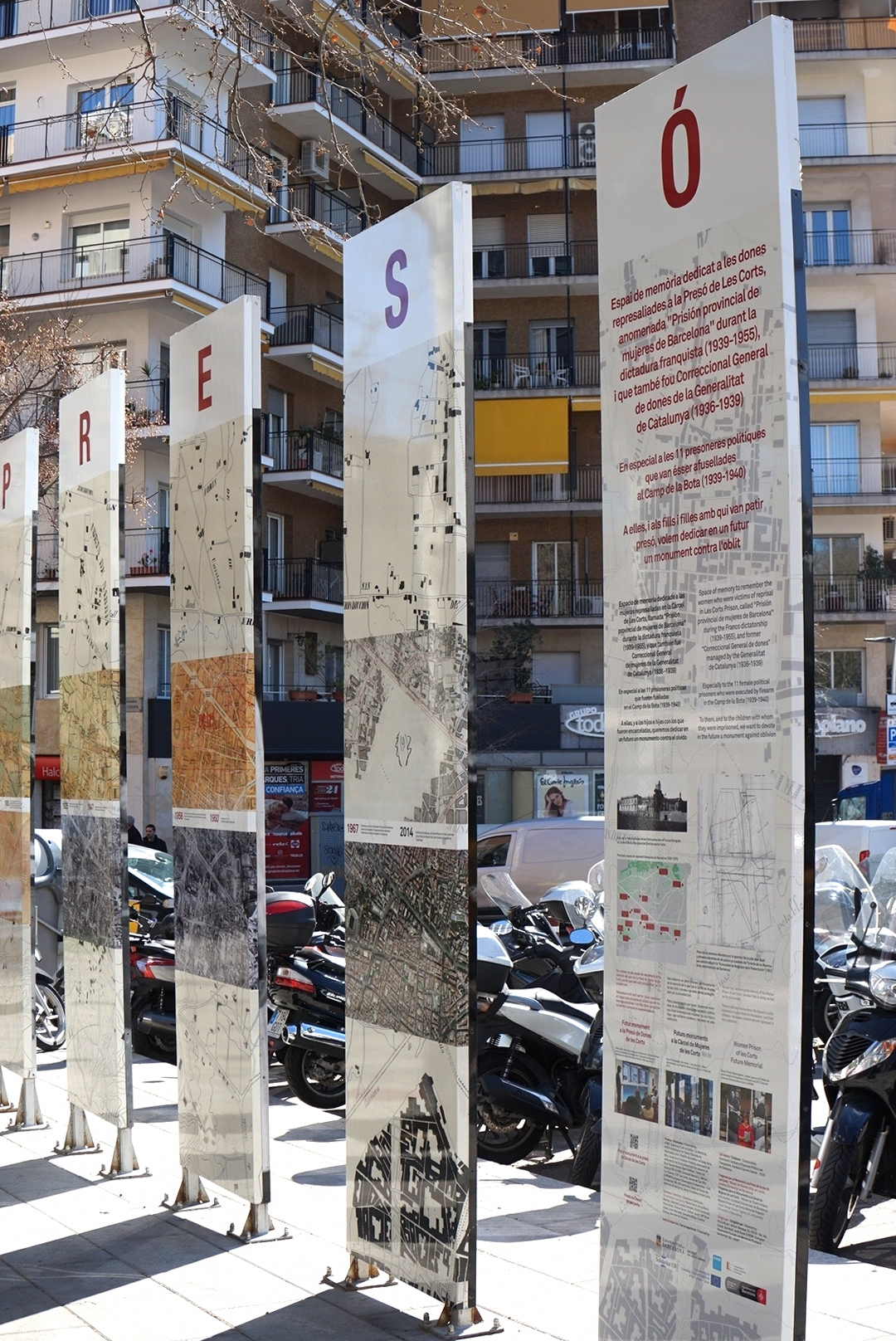

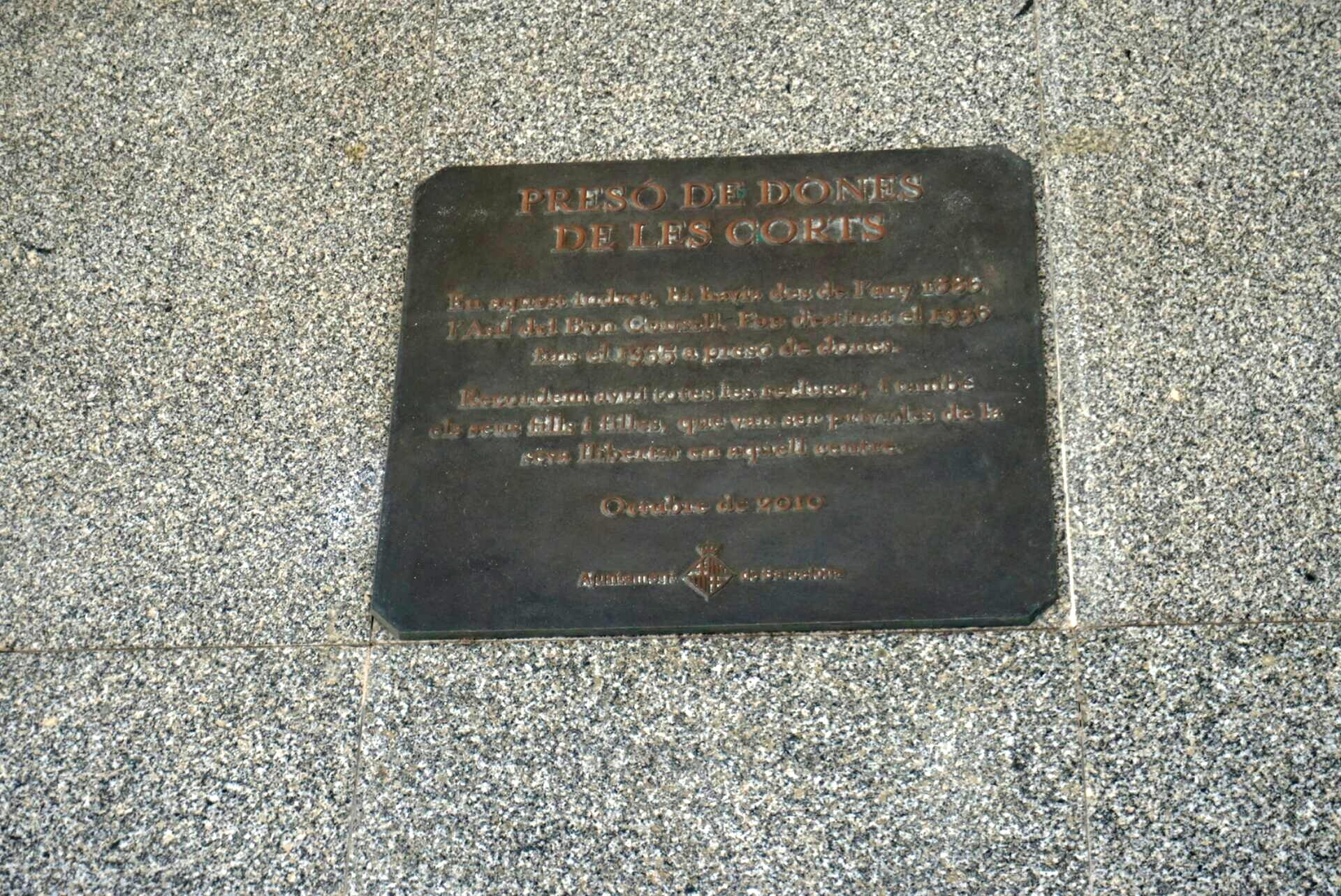
Placa d'homenatge a les recluses (2010)

La presó de les Corts (nom oficial: Presó provincial de dones de Barcelona) fou un espai penitenciari de la ciutat de Barcelona que estigué en serveis entre els anys 1936 i 1959.

## Descripció
L'edifici, aixecat en els terrenys de la masia medieval de Can Duran o Feló a l'antic municipi de Les Corts de Sarrià (annexionat a Barcelona el 1897), fou fins al 1936 un asil, anomenat del Bon Consell i propietat de les monges Dominiques de la Presentació de la Santíssima Verge, per a noies de tota condició, «donde sean gratuitamente mantenidas instruidas y moralizadas jóvenes extraviadas».
La porta principal, que donava pas a una llarga avinguda flanquejada per arbres, s'obria al carrer de Joaquim Molins, 11, que encara avui existeix. El perímetre el delimitaven l'actual plaça de Maria Cristina i la Diagonal, al nord; el carrer de les Corts, a l'oest: Joaquim Molins, al sud, i els actuals Jardins de Clara Campoamor, a l'est.

### Instal·lacions de la presó
L'edifici que va acollir la presó de dones l'any 1936 no havia estat dissenyat amb la finalitat i els requisits que un centre penitenciari requeria. A més a més, el deteriorament que va patir al llarg de la Guerra Civil i la manca d'inversions en l'etapa de la postguerra propiciarien que les instal·lacions no fossin les més adients per a albergar la població reclusa. Les fonts parlen d'un conjunt de dependències en què va transcórrer la vida de les recluses i dels que hi exercien el poder. Hi ha referències a la biblioteca, la capella, les cel·les, la cuina, el costurer, l'economat, l'escola, la infermeria, la farmàcia, les garites de vigilància, la granja, l'horta, el pavelló de direcció, els tallers, entre altres instal·lacions com ara el magatzem de roba i el d'objectes usats, les dutxes, els vàters, la rentadora i l'estació depuradora d'aigua.

## Història

### Període Republicà 1936-1939
Un cop la Guerra Civil Espanyola ja havia començat, fou necessari buscar un nou emplaçament per a les dones preses de la ciutat, ja que s'havia enderrocat la Presó de Reina Amàlia. Així, el Comitè de Serveis Correccionals de Catalunya s'apropià de l'antic asil El Bon Consell per a fer-ne una institució reformadora, segons l'ordre dictada per la Generalitat de Catalunya el 22 de setembre del 1936. La capacitat habitual de la presó s'havia establert en cent recluses, tot i que en alguns períodes l'ocupació fou força superior. Arran dels Fets de maig de 1937, va augmentar l'afluència de preses del Partit Obrer d'Unificació Marxista (POUM) com Pilar Santiago, Charlotte Margolin, Eva Laufer, Otília Castellví, Katja Landaui llibertàries de la CNT-FAI, que convivien amb preses comunes, desafectes a la República, derrotistes, falangistes i espies com la jove Carmen Tronchoni, que fou executada el 28 de març de 1938.

### Període franquista 1939-1959
Amb l'entrada de les tropes franquistes a Barcelona, el mes de gener del 1939, la presó de les Corts va continuar les seves funcions, governada i administrada per un orde religiós —les Filles de la Caritat de Sant Vicenç de Paül— segons la pràctica habitual del règim franquista a les presons femenines.
A mitjan de l'any 1939 hi havia prop de dues mil recluses i més de quaranta nens. Al llarg dels anys 1939 i 1940 van ser afusellades al Camp de la Bota dotze dones que van passar per aquesta presó: Carme Claramunt Barot, Eugènia González Ramos, Neus Bouza Gil, Encarnació Llorens Pérez, Cristina Fernández Pereda, Ramona Peralba Sala, Dolors Giorla Laribal, Magdalena Nolla Montseny, Elionor Malich Salvador, Virginia Amposta Amposta, Assumpció Puigdelloses Vila, i Inés Jiménez Lumbreras. El 1943 fou afusellada a Lleida la miliciana Concepció Guillén Martínez, que també havia estat reclosa a les Corts l'any 1940 i fou l'última de les disset dones executades a Catalunya.
De les condicions infrahumanes de la presó, n'han deixat constància diverses preses com ara Adelaida Abarca Izquierdo, María del Carmen Cuesta Rodríguez, Anna Solà Sardans, Antonieta Feliu i Miró, Maria Bigordà Montmany, Teresa Rius Colet, Isabel Vicente García, Julia Manzanal Pérez, Dolors Peñalver Valenzuela, Julia Romera Yáñez, Victòria Pujolar Amat, Laia Berenguer, Teresa Hernández Sagués, Enriqueta Gallinat, Soledad Real, Maria Salvo Iborra, Quitèria Tarragó Casellas, Tomasa Cuevas,Maruja Tomás i Martí, Joaquina Dorado Pita, Mavis Bacca Dowden, Karolina Babecka Pons, Sofia Borzecki, Ramona Montsalvatge,Raimunda Joliva Torruella, Ángeles García Madrid, Concepció Vázquez Agulló, María de la Purificación de la Aldea y Ruiz de Castañeda, Maria Enriqueta Montoro Bravo, Clara Pueyo Jornet María Luisa Rendón Martell, Francesca Vergés i Escofet, Joana Matia Borau, Caterina Casas Maymó, Maria Domènech Perich, Lluïsa Duran Cama,etc.
Jenny Kher Lazarus, una dona jueva alemanya en trànsit, amb l'ordre de ser lliurada a la policia de fronteres alemanya, fou trobada morta a les dutxes, penjada amb el seu cinturó, el dia 11 desembre 1942.
Al seu extens hort, centenars de recluses van ser explotades treballant en benefici de l'orde religiós que dirigia el centre, sobretot durant els primers anys. A principi de la dècada de 1950 s'hi va obrir un taller de costura.

### Els òrgans de poder de la Presó de dones entre els anys 1939 i 1959
El règim i l'administració dels establiments penitenciaris de l'Estat espanyol era responsabilitat dels funcionaris que integraven el Cos Especial de Presons, el qual depenia orgànicament de la Direcció General de Presons. Els seus integrants tenien diferents qualificacions; n'hi havia que eren considerats com a autoritat (directors, caps de presó i inspectors) mentre que la resta de funcionaris tenien la consideració d'agents de l'autoritat. A més, hi havia altres òrgans de poder unipersonals com el capellà, el metge i el mestre.
La direcció del centre era el representant del poder públic al centre i l'encarregat de fer complir les lleis relacionades amb les seves competències. Com a màxima autoritat del centre, s'encarregava de la gestió del centre i els seus serveis, de l'ordre i la disciplina, de les comunicacions amb l'exterior i de la fiscalització de les activitats administratives i comptables.
El subdirector-administrador era la persona encarregada d'assumir les atribucions i deures del director en cas que aquest estigués malalt, fos de vacances o estigués absent per alguna altra causa. Era el segon en l'ordre jeràrquic i tenia l seu càrrec les oficines generals de la presó i tots els serveis d'administració de la mateixa.
El capellà era l'encarregat «del règim moral i religiós» de la presó, tot i que s'havia de sotmetre a les ordres del director en tot allò que no fos espiritual. Celebrava la missa els diumenges i els dies festius a la capellà de la presó, a la qual assistien totes les recluses. A més, també oficiava una missa diària per a la comunitat de religioses, a les quals els prestava els serveis religiosos necessaris. Un cop a la setmana, parlava sobre temes morals davant de les recluses, a les quals també predicava el dogma i el catecisme. També controlava els llibres que hi havia a la biblioteca de la presó.
Les filles de la Caritat de Sant Vicenç de Paül, orde fundada a Paris el 1633, fou la comunitat de religioses encarregada del bon funcionament de determinades tasques i aspectes rellevants de la presó, entre les quals l'administració dels queviures, de la farmàcia, dels tallers de costura i de l'escola. La mare superiora de la comunitat donava les ordres a les germanes, que controlaven i vigilaven les recluses.
Una altra figura destacada de la presó era la del metge. A més d'exercir-hi la seva professió d'assistència sanitària a les recluses, el seus fills i filles —les que en tenien— i a les monges i funcionaris, també s'encarregava de controlar la higiene de les dependències i instal·lacions de la presó.
Junta de Disciplina o Junta de Règim i Administració era l'òrgan col·legiat del govern de la Presó de Dones. A partir de l'any 1948 fou anomenada Junta de Règim i Administració.
L'octubre del 1955 es va tancar la presó per ordre de la Direcció General de Presons, i el col·lectiu de preses (per aquell temps 263, amb 19 nens) va ser traslladat a la Presó Model d'homes, que van convertir així en un centre mixt.

### Recuperació de la memòria històrica
L'any 2010 es va aconseguir treure la Presó de l'anonimat col·locant una placa conmemorativa a la façana lateral del Corte Inglès Digonal. El 2014 es va construir un Espai de Memòria provisional a la cruïlla dels carrers Joan Güell amb Europa, dins del perímetre de la Presó i el 14 desembre 2019 es va inaugurar el Monument definitiu en record de les dones que van patir la Repressió franquista, El projecte, anomenat Plataforma pel Futur Monument a la Presó de les Corts, havia arrancat amb força el 2013 amb la participació del món acadèmic, ex-presas polítiques, familiars i nombroses entitats ciutadanes. El juliol 2015 va rebre l'accèssit del Premi Aurora Gómez, que concedeix la Fundació Cipriano García a la lluita feminista i el novembre del mateix any, la Medalla d'Honor de Barcelona. El 2018, mitjançant concurs públic d'idees, havia sortit guanyadora la proposta presentada per l'arquitecte Jordi Henrich, l'historiador Fernando Hernández Holgado i la professora de la Facultat de Belles Arts de la Universitat de Barcelona Núria Ricart Ulldemolins.